# رد تیوب
RedTube وب سایت به اشتراک گذاری ویدیوهای پورنو رایگان است. این وب سایت پورنوگرافی، از سپتامبر ۲۰۰۹ در الکسا در بین ۱۰۰ سایت برتر جهان جای گرفت. این وبگاه در هیوستون پایه‌گذاری شده است و سرورهایی نیز در سان فرانسیسکو و نیواورلئان، لوئیزیانا دارد.